# دابلیو. دابلیو. جیکوبز
ویلیام ویمارک جیکوبز (به انگلیسی: William Wymark Jacobs) (سپتامبر ۱۸۶۳ - سپتامبر ۱۹۴۳) متخلص به دابلیو. دابلیو جیکوبز نویسنده داستان کوتاه و رمان انگلیسی بود. با اینکه بیش‌تر کارهای او طنز هستند، او بیش‌تر به خاطر داستان ترسناکش پنجه میمون مشهور است.